# Amador Enseñat y Berea
Amador Enseñat y Berea (La Coruña, 25 de octubre de 1960) es un militar español, con el empleo de general de ejército. Desde octubre de 2021, ejerce como jefe de Estado Mayor del Ejército de Tierra.

## Biografía
Ingresó en la Academia General Militar en 1978 y en julio de 1983 fue promovido al empleo de Teniente de Artillería, siendo el n.º 1 de la XXXVIII Promoción. Es licenciado en Ciencias Políticas y Sociología por la Universidad Complutense de Madrid (UCM) y tiene dos másteres, uno en Relaciones Internacionales por el Instituto Universitario Ortega y Gasset y otro en Seguridad y Defensa por la UCM. Asimismo, también es Diplomado de Estado Mayor y tiene diversos cursos militares. Uno de sus primeros destinos fue en la Casa de Su Majestad el Rey.
A lo largo de su carrera militar, ha alternado el mando de unidades operativas del Ejército de Tierra (los más importantes, el Regimiento de Artillería Antiaérea n.º 71 en Madrid, (2010-2012) y del Grupo de Misiles Antiaéreos SAM Hawk II/74 en Sevilla, (2005-2008) con los de Estado Mayor, destacando la Unidad de Verificación Española (1992-1994), el Cuartel General de la Brigada de Infantería Ligera Aerotransportable (1996-98), la División de Operaciones del Estado Mayor de la Defensa y Puesto de Mando del JEMAD (1998-2000), la División de Planes del Estado Mayor del Ejército de Tierra (2001-2005) y la División de Asuntos Estratégicos y Seguridad de la Secretaría General de Política de Defensa (2009-2010). Asimsimo, ha sido secretario general del Mando de Adiestramiento y Doctrina del Ejército de Tierra (2013-2016) y director de Enseñanza, Instrucción, Adiestramiento y Evaluación del Ejército de Tierra (2016-2020), ambos en Granada.
También ha estado destinado en el extranjero, principalmente en operaciones relacionadas con la OTAN, la Unión Europea y la Organización de las Naciones Unidas, participando en dos misiones en Bosnia-Herzegovina (1997 y 2004/2005) y en el Líbano, entre febrero y agosto de 2013, donde fue segundo jefe de Estado Mayor para Operaciones en el Cuartel General Internacional de Naciones Unidas en Naqoura.
En el año 2013 se incorporó al generalato tras ser ascendido a general de brigada y, tras varios ascensos en los años siguientes, en el año 2020 fue nombrado director del Gabinete Técnico de la Ministra de Defensa, Margarita Robles, ascendiendo al mismo tiempo a teniente general.
Tras años de servicio, el 5 de octubre de 2021 fue nombrado jefe de Estado Mayor del Ejército de Tierra y promovido a general de ejército, máximo empleo al que puede aspirar un militar de carrera. Tomó posesión del cargo el 9 de octubre.
En febrero de 2024 se incorporó, como académico de número, a la Real Academia de Ciencias Morales y Políticas.
En marzo de 2024, el Club de Periodistas Gallegos en Madrid le distinguió con el premio «Gallego del Año».

## Condecoraciones
- Gran Cruz de la Real y Militar Orden de San Hermenegildo.[9]
- Gran Cruz al Mérito Militar (Distintivo Blanco).[10]
- Gran Cruz de la Orden del Mérito de la Guardia Civil.[11]
- Gran Cruz de la Cruz Fidélitas.
- Placa de la Real y Militar Orden de San Hermenegildo.
- Encomienda de la Real y Militar Orden de San Hermenegildo.
- Cruz al Mérito Militar (Distintivo Azul).
- Cruz al Mérito Militar (Distintivo Blanco). Cinco veces.
- Cruz al Mérito Naval (Distintivo Blanco).
- Cruz al Mérito Aeronáutico (Distintivo Blanco).
- Cruz de la Real y Militar Orden de San Hermenegildo.
- Cruz de Plata de la Orden del Mérito de la Guardia Civil. Dos veces.
- Medalla conmemorativa de la Operación Balmis.
- Oficial de la Legión de Honor (Francia).[12]
- Legión al Mérito (Estados Unidos).[13]
- Condecoración del Bicentenario (Perú).

Distintivos
- Distintivo de la Casa de Su Majestad el Rey (reinado de Juan Carlos I).
- Distintivo de Especialista en Artillería Autopropulsada del Ejército de Tierra.
- Distintivo del Curso de Medidas de Protección Electromagnética del Ejército de Tierra.
- Distintivo del Curso de Sistemas de Detección y Localización de Objetivos del Ejército de Tierra.
- Distintivo de Operaciones de Mantenimiento de la Paz con pasadores «AFOR», «Althea», «OMP» y «UNIFIL».

| Predecesor: Francisco Javier Varela Salas | Jefe de Estado Mayor del Ejército de Tierra Desde el 9 de octubre de 2021 | Sucesor: - |